# Григор Хаджиилиев
Григор (Гиго) Хаджиилиев Хаджистоянов е български общественик, революционер, дългогодишен кмет на Влахи.

## Биография
Роден е в 1872 година в пиринското село Влахи. Син е на хаджи Илия (1834 - 1880), внук на Коста Руйчев (1769 - 1849) и правнук на хайдутина Руйчо. Участва в революционните борби в Кресненско. След Младотурската революция в 1908 година заедно с Яне Сандански е делегат в управлението на Мелник.
При избухването на Балканската война в 1912 година се присъединява към Македоно-одринското опълчение и служи в четата на дядо Дончо Златков и в щаба на 15 щипска дружина. След Освобождението е общински кмет на Влахи и се грижи за напуснатите от турското си население Градешница и Ново село.